# Pheidole veteratrix
Pheidole veteratrix är en myrart som beskrevs av Auguste-Henri Forel 1891. Pheidole veteratrix ingår i släktet Pheidole och familjen myror.

## Underarter
Arten delas in i följande underarter:
- P. v. angustinoda
- P. v. veteratrix

## Bildgalleri

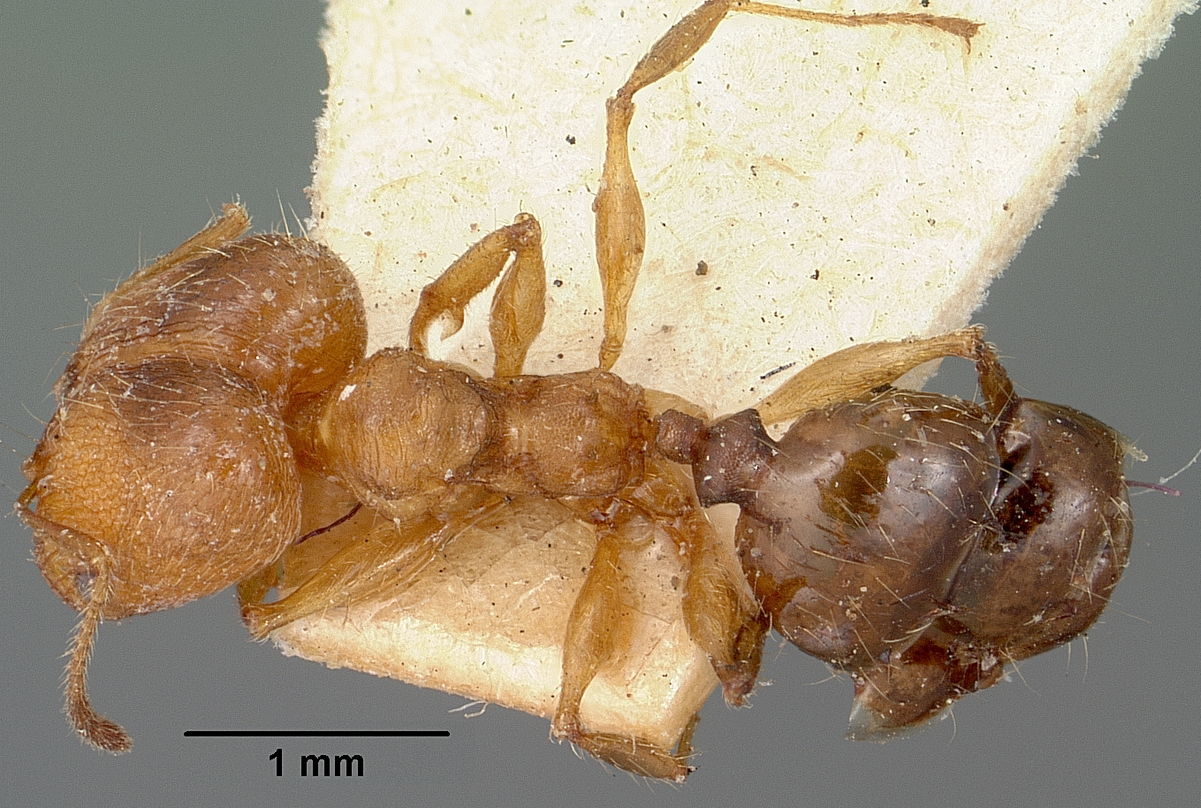
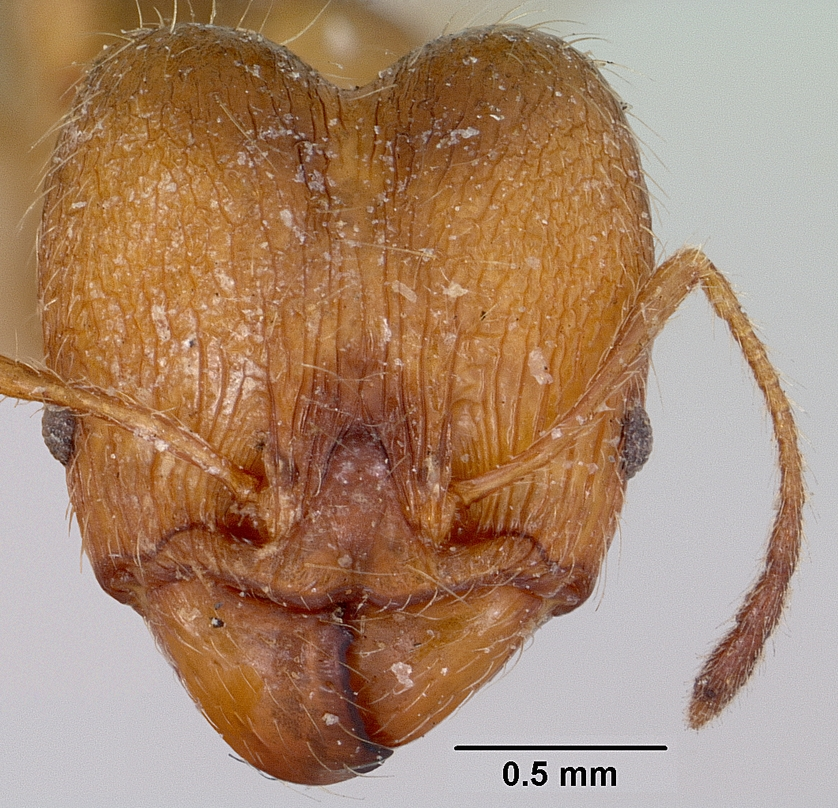
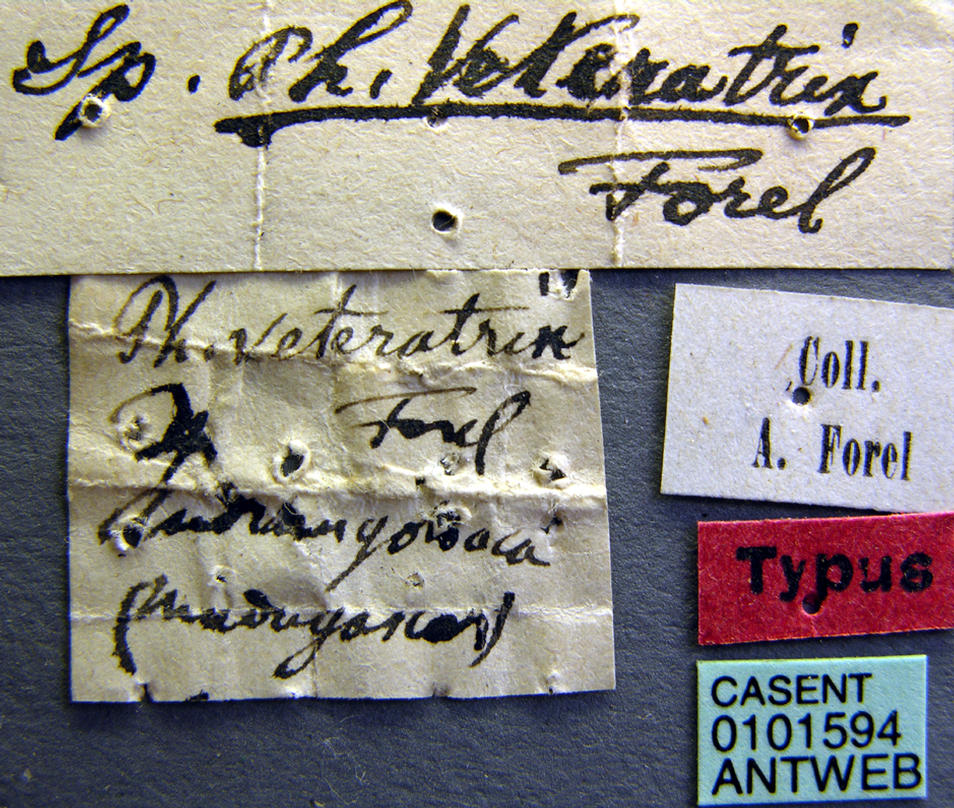
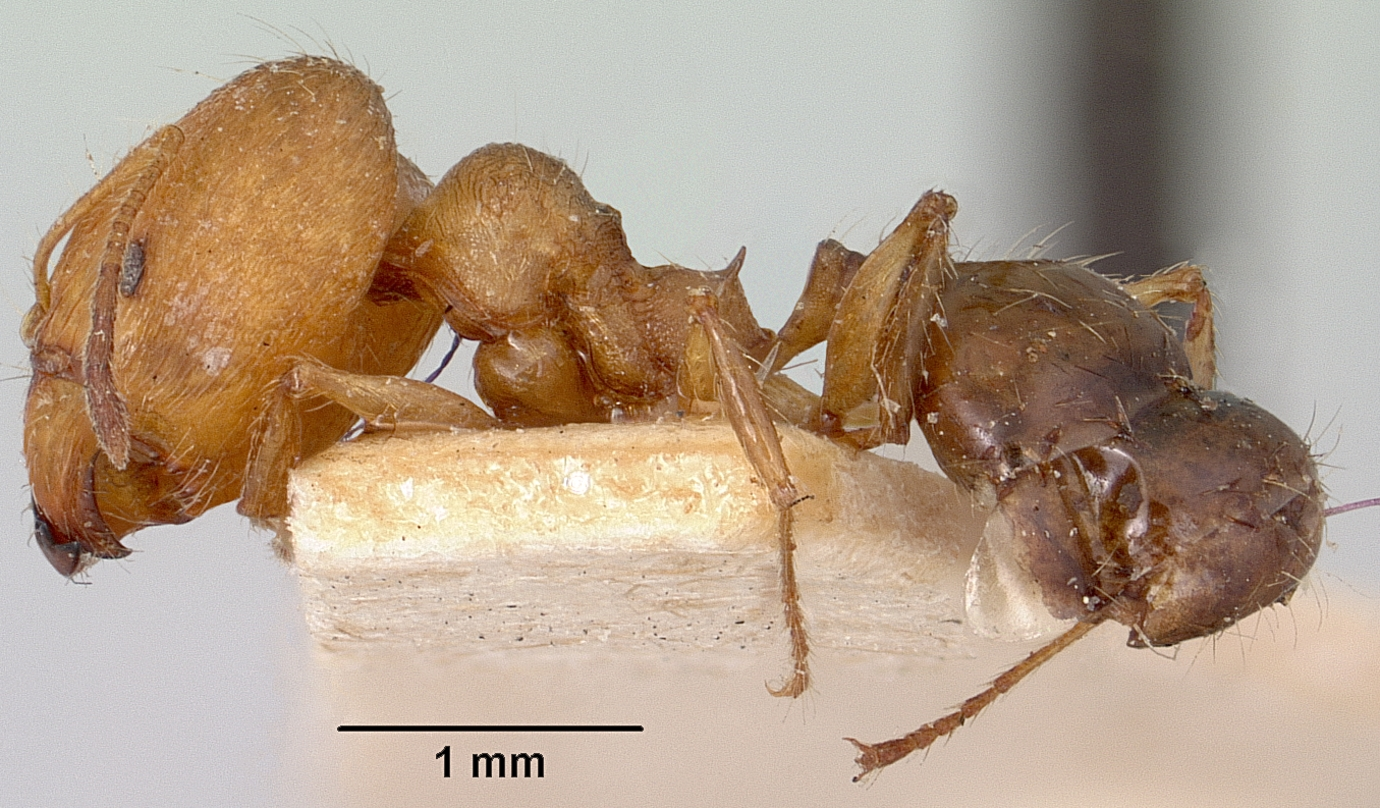
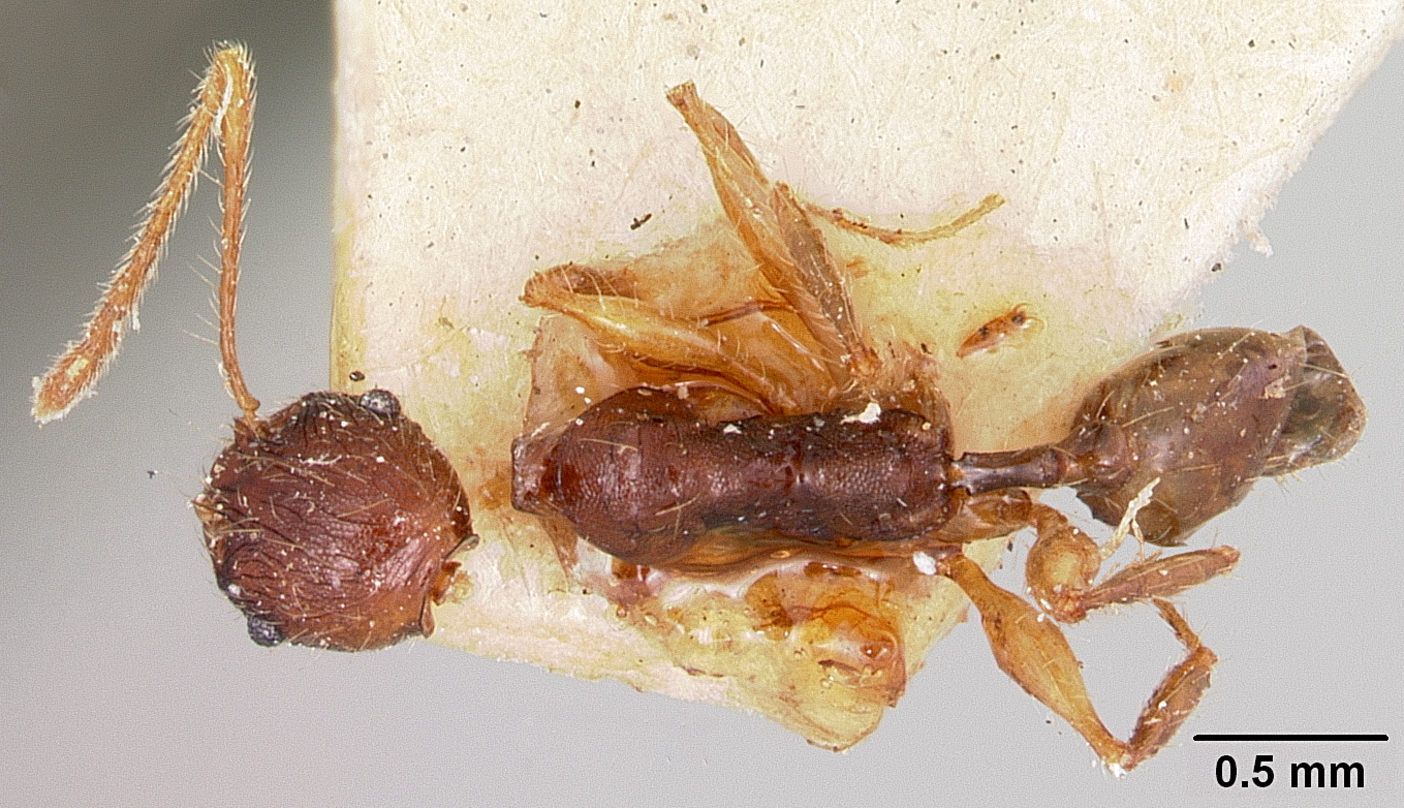
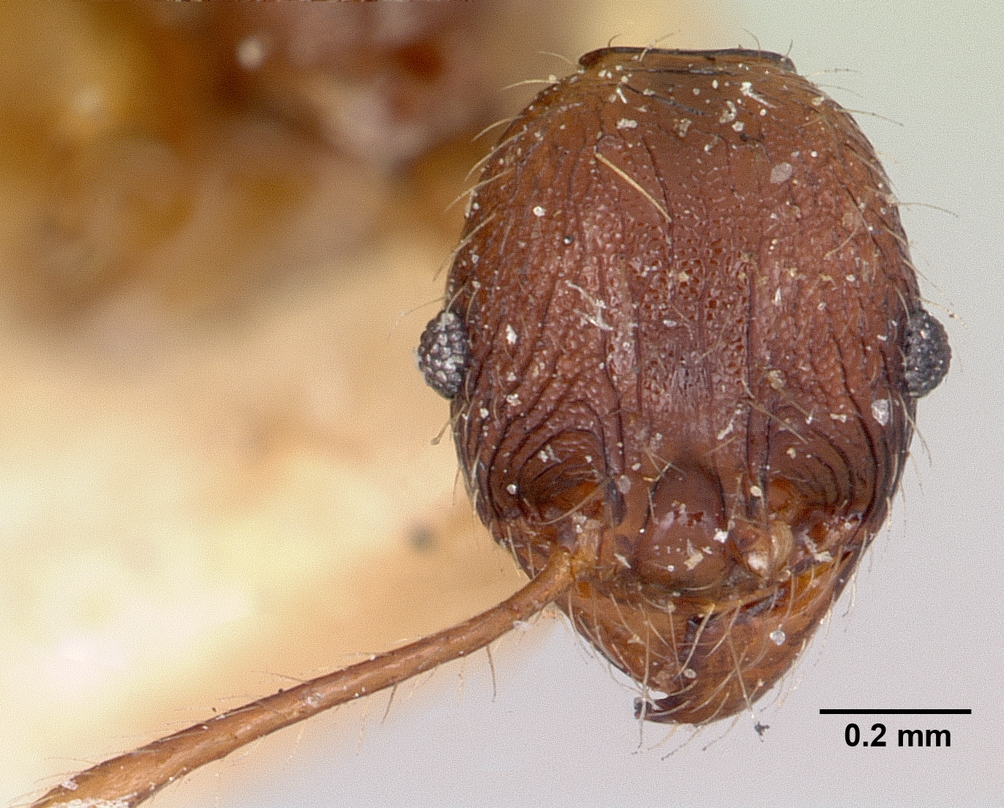